# قبیله سونو
سونوبو (هانجا: 消奴部) یکی از پنج قبیله اصلی گوگوریو بود. نام‌های دیگری مانند یئون‌نوبو (涓奴部)، بیر‌یو‌نابو (沸流那部)، بیر‌یوبو (沸流部) و بیر‌یوگوک (沸流国) همگی به احتمال زیاد به این قبیله اشاره دارند.
پس از بازسازماندهی پنج لشکر توسط امپراتور نهم، گوگوک‌چئون‌وانگ، به پنج بخش اداری (شرق، غرب، جنوب، شمال و مرکز)، این قبیله به نام‌های سئوبو (西部)، اوبو (右部) یا باکبو (白部) شناخته شد.

## پیشینه
سونوبو یکی از نیروهای اولیه در تأسیس گوگوریو بود و پیش از تثبیت کامل قدرت پادشاهی توسط قبیله گیروبو، پادشاهانی از این قبیله برمی‌خاستند. رهبر اصلی سونوبو، که به عنوان «رئیس مشروع» شناخته می‌شد، مانند اعضای خاندان سلطنتی با عنوان گوچوگا (古鄒加) نامیده می‌شد و از امتیاز داشتن معبد اجدادی و تقدیس یئونگ‌سونگ‌ساجیک برخوردار بود. با این حال، با پیشرفت نظام تمرکزگرای گوگوریو، این قبیله از قرن چهارم میلادی به بعد رو به زوال رفت.
بر اساس نام‌هایی مانند بیر‌یوگوک و بیر‌یو‌نابو، گمان می‌رود که منطقه هوانین در امتداد رودخانه هون‌گانگ مرکز اصلی سونوبو بوده است. احتمالاً این قبیله از طریق تعامل با فرمانداری هیوندو به یکی از نیروهای کلیدی در اوایل گوگوریو تبدیل شد و پایگاه آن‌ها در حوزه رودخانه بویی‌گانگ، که به چئک‌گورو متصل می‌شود، قرار داشته است.
برخی منابع چینی، مانند «سوابق سه پادشاهی»، ادعا می‌کنند که گوگوریو توسط قبیله گیروبو بنیان نهاده نشد، بلکه پادشاهی از سونوبو به گیروبو منتقل شد. این دیدگاه حاکی از آن است که پیش از تأسیس رسمی گوگوریو توسط جومونگ در سال ۳۷ پیش از میلاد، نیرویی به نام گوگوریو وجود داشته است.
بر اساس «سوابق سه پادشاهی، بخش دونگ‌یی»، پادشاهان گوگوریو در ابتدا از قبیله یئون‌نوبو (که احتمالاً همان سونوبو است) برمی‌خاستند و این قبیله معبد اجدادی جداگانه‌ای داشت و یئونگ‌سونگ‌ساجیک را تقدیس می‌کرد. رهبر این قبیله با عنوان گوچوگا (古雛加) شناخته می‌شد. اما در زمان پادشاه دونگ‌میونگ‌سونگ، بنیان‌گذار گوگوریو، قبیله گیروبو قدرت را به دست گرفت.
در سال ۱۹۷ میلادی، پس از درگذشت پادشاه گوگوک‌چئون و به تخت نشستن برادر کوچکترش، گو یئون-او، با عنوان پادشاه سانسانگ، برادر بزرگتر او، گو بال-گی، از پذیرش سلطنت سر باز زد و دست به شورش زد. قبیله یئون‌نوبو (سونوبو) از گو بال-گی حمایت کرد، اما پس از شکست و کشته شدن او، حدود ۳۰,۰۰۰ نفر از اعضای این قبیله از گوگوریو جدا شدند و به سوی گونگسون گانگ در لیائودونگ گریختند.

## رویداد ها
در ماه هفتم یعنی پاییز ۱۳۲ میلادی، پادشاه سوسونگ در کوه وای‌سان به شکار رفت و ضیافتی با نزدیکانش برگزار کرد. در این هنگام، اوتائه می‌یو از گوان‌نابو، اوتائه اُجیر‌یو از هوان‌نابو و یانگ‌شین، از افراد برجسته بیر‌یو‌نابو، به‌طور مخفیانه با پادشاه گفت‌وگو کردند.
در سال ۱۸۴ میلادی، گو بال-گی، که نتوانست به تخت سلطنت برسد، با همکاری سونوبو و خاندان گونگسون در لیائودونگ دست به شورش زد.
دو سال بعد در اکتبر ۱۸۶ میلادی، یانگ‌شین از بیر‌یو‌نابو به مقام «وزیر میانی» (جونگ‌وای‌داپو) منصوب شد.

## شخصیت‌های برجسته
1. اوم‌وو